# Съдебна ваканция
Съдебната ваканция е обичайното лятно разпускане на съда за ежегодна почивка. Тя е исторически обусловена при земеделските (уседналите) цивилизации (не номадските) и съвпада със сезона за събиране на реколтата.
В България това е периодът от 15 юли до 1 септември, а примерно в Германия – от 15 юли до 15 септември. През съдебната ваканция от дежурни съдии се разглеждат само наказателни дела, по които има постановена мярка за неотклонение задържане под стража; дела за издръжка; за родителски права на ненавършили пълнолетие деца; за незаконно уволнение; искания за обезпечаване на искове, за обезпечаване на доказателства, за даване на разрешения и заповеди по Семейния кодекс, за назначаване на особен представител; дела по несъстоятелност; дела по Закона за защита срещу домашното насилие; дела, за които закон предвижда разглеждането в срок, по-кратък от един месец.